# Deinopa multigutta
Deinopa multigutta är en fjärilsart som beskrevs av Felder 1874. Deinopa multigutta ingår i släktet Deinopa och familjen nattflyn. Inga underarter finns listade i Catalogue of Life.